# Trens (Granera)
Trens és una masia del terme municipal de Granera, a la comarca catalana del Moianès. Pertany a la parròquia de Sant Martí de Granera.
Està situada a 661,6 metres d'altitud, al sud-sud-oest del poble de Granera, a prop i al sud-oest de la masia de Coronell i al nord-oest del Coll de Trens.
S'hi accedeix des de la pista rural asfaltada, o carretera local, que relliga Granera amb la carretera B-124 entre Monistrol de Calders i Sant Llorenç Savall, a 1 quilòmetres del final de la BV-1245 i de la capella de Santa Cecília, des d'on surt cap a migdia la pista rural de Sant Llorenç Savall, que en poc més de 500 metres arriba a la masia de Trens.
Al llarg de la història, el nom d'aquesta masia s'ha escrit de diferents maneres: Traens, Trahens, etcètera. Finalment, ha quedat fixada la forma Trens per la Comissió de toponímia major de Catalunya.